# Nooitgedacht (Aa en Hunze)
Nooitgedacht is een plaatsje in de gemeente Aa en Hunze even ten zuiden van Rolde, in de Nederlandse provincie Drenthe. Even ten zuiden van het historische Nooitgedacht is in het begin van de 21e eeuw een nieuwe wijk gebouwd die ook onder Nooitgedacht valt.
De plaats is ontstaan op een plek waar ooit onherbergzame, moerasachtige heidevelden lagen. Nadat de heide in cultuur was gebracht werd er een weg aangelegd tussen de weg van Rolde naar Grolloo en die naar Borger. Langs deze weg (van oorsprong naamloos, nu bekend als de Veldweg) ontstonden boerenbedrijven, met een opmerkelijke verkaveling; alle langssloten zijn gegraven in de richting van de Rolder toren.
In de jaren 80 is een groot recreatieterrein, ook met de naam Nooitgedacht, aangelegd. Tegenwoordig heet dit complex Hof van Saksen.
Drenthe: Steden en dorpen      Nederland: Provincies · Gemeenten
1. 1 2 3 4 5  Tabel: Bevolking; maandcijfers per gemeente en overige regionale indelingen, 1 januari 2023, Centraal Bureau voor de Statistiek, Voorburg/Heerlen